# Art Buchwald
Arthur ”Art” Buchwald (født 20. oktober 1925, død 17. januar 2007) var en amerikansk journalist og komiker, som var bedst kendt for sin klumme i The Washington Post, som også blev bragt i mange andre aviser. Klummen fokuserede primært på politisk satire og aktuelle kommentarer. Han modtog Pulitzer-prisen i 1982 og blev i 1986 valgt til "The American Academy and Institute of Arts and Letters".
Buchwald blev født i en jødisk familie i Mount Vernon, New York, og var søn af tæppeproducenten Joseph Buchwald og hans kone Helen Buchwald. Som barn voksede han op i Forest Hills, et boligkvarter i New York City bydelen Queens.